# Eslarn
Eslarn je německá obec s tržním právem (Markt) v zemském okrese Neustadt an der Waldnaab ve spolkové zemi Bavorsko. Leží u hranic s Českou republikou.

## Geografie
Eslarn leží při české hranici v okrajové části Horní Falce. Obec se rozkládá na březích potoka Loisbach. Vzhledem ke klidnému umístění je Eslarn znám jako oblíbené turistické a sportovní středisko. 
Sousední obce jsou: Waidhaus, Rozvadov, Třemešné, Bělá nad Radbuzou, Schönsee, Oberviechtach, Moosbach a Pleystein.
| Růžice kompasu | Pleystein 13 km     | Waidhaus 8 km | Rozvadov 13 km          | Růžice kompasu |
| Růžice kompasu | Moosbach 9 km       | Sever         | Třemešné 18 km          | Růžice kompasu |
| Růžice kompasu | Moosbach 9 km       | Eslarn        | Třemešné 18 km          | Růžice kompasu |
| Růžice kompasu | Moosbach 9 km       | Jih           | Třemešné 18 km          | Růžice kompasu |
| Růžice kompasu | Oberviechtach 18 km | Schönsee 9 km | Bělá nad Radbuzou 16 km | Růžice kompasu |

Obec Eslarn má 26 místních částí:
| - Bruckhof - Büchelberg - Eslarn - Gerstbräu - Gmeinsrieth - Goldberg - Heckermühle | - Kreuth - Lindauer Waldhaus - Neumühle - Oberaltmannsrieth - Öd - Ödmeiersrieth - Passenrieth | - Pflugsbühl - Pfrentschweiher - Premhof - Putzenrieth - Putzhof - Riedlhof - Roßtränk | - Teufelstein - Thomasgschieß - Tillyschanz - Torfhäusl |

## Dějiny
První písemná zmínka o Eslarnu se datuje k roku 1240, obec tak nedávno oslavila 750 let existence. V obci stál železný hamr, který byl zničen za třicetileté války. Už na konci 15. století se město mohlo chlubit řadou trhových a městských práv. Kurfiřt Fridrich V. Falcký městu udělil roku 1598 právu trhu a propůjčil mu městský znak. Od roku 1613 je Eslarn znám jako trhové město. 
Eslarn později spadal pod soudní okrsek Treswitz a pod důchodní úřad v Ambergu. Od roku 1818 je obec samostatná v rámci Bavorského království. 

### Eslarnský Bockl
v 19. století byla vybudována železniční trať z Neustadt an der Waldnaab do Eslarnu, trati se říkalo Eslarnský Bockl a v provozu byla do konce 20. století. Po povrchu bývalé železniční trati dnes vede 51 km dlouhá cyklotrasa Eslarn-Bockl Radweg. 

### Partnerská města
- Bělá nad Radbuzou, Česko

## Kultura a pamětihodnosti
Každých 5 let oslavují v Eslarnu tradiční Heimatfest (festival domoviny). V roce 2020 se odehrává 25. Heimatfest. Při desetidenním festivalu se do Eslarnu vrací rodáci a zúčastní se slavnostního průvodu a oslav ve městě, cizinci přinášejí do Eslarnu zase závan svých kultur.

### Stavební památky

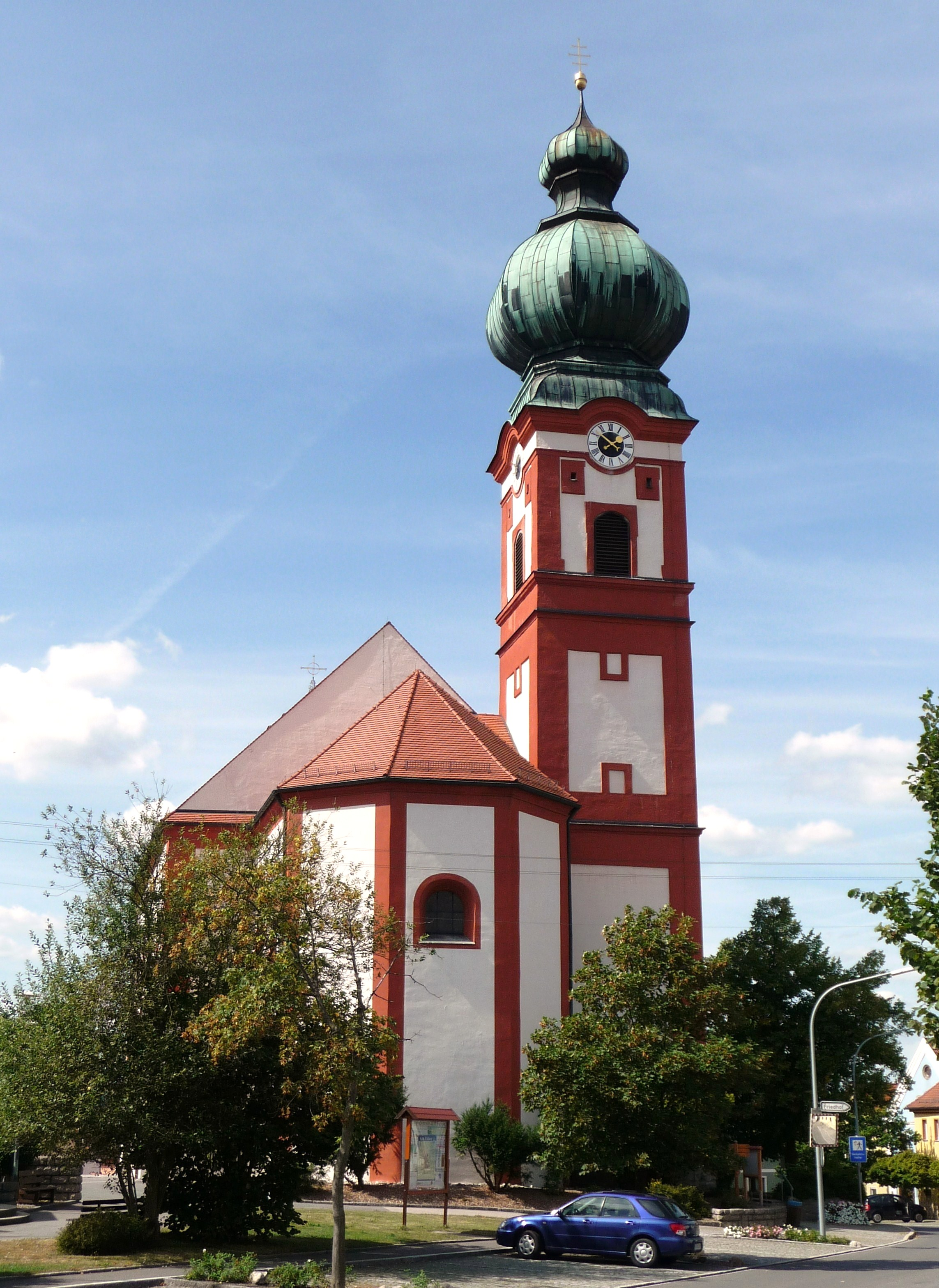
Kostele Mariä Himmelfahrt

Katolický farní kostel Nanebevzetí sv. Marie (Mariä Himmelfart) byl postaven mezi lety 1681 a 1687 a v roce 1910 rozšířen. Téměř padesátimetrová věž je korunována cibulovou bání. Oltář byl kolem roku 1700 obohacen o gotickou sochu panny Marie. Následoval také obraz Růžencové madonny, roku 1757 nové varhany a roku 1759 rokoková kazatelna. 